# Karlo Muhar
Karlo Muhar (Zagabria, 17 gennaio 1996) è un calciatore croato, centrocampista del CFR Cluj.

## Caratteristiche tecniche
Muhar è un centrocampista dotato di un fisico possente e dalle spiccate doti difensive. Può giocare sia un centrocampo a tre sia in un centrocampo a due, ed è molto bravo nel recupero del pallone. 
Nonostante venga spesso segnalato per la sua irruenza, è stato espulso solamente in tre occasioni nel corso della sua carriera.

## Carriera

### Club

#### Gli inizi
Cresciuto nelle giovanili prima del Velika Mlaka e poi delle due squadre di Zabria, la Lokomotiva e la Dinamo, Muhar esordisce nel calcio professionistico il 14 agosto 2015 in occasione della gara della seconda lega croata fra Dinamo II e Hrvatski Dragovoljac. La prima stagione di Muhar si rivela molto positiva, tanto che alle ventitré presenze vanno sommate tre reti, a oggi suo record di realizzature personali in una singola annata. 
Riconfermato nella rosa delle riserve dei Modri per altre due stagioni, il 28 aprile 2018 esordisce con la prima squadra in Prva liga disputando da titolare il match contro il Rijeka.

#### Inter Zapresic
Il 13 luglio 2018 passa all'Inter Zapresic, club di massima divisione croata, dove gioca con regolarità in mezzo al campo. L'11 agosto seguente, in occasione della trasferta contro l'HNK Gorica realizza il suo primo gol in massima serie con un tiro di sinistro che porta i suoi sul 2-2 (match infine terminato 2-3). Gioca con regolarità il prosieguo della stagione, divenendo, il 1º febbraio 2019, capitano della squadra. Indossa la fascia in diciotto occasioni, compresa la semifinale di coppa contro il Rijeka persa 1-2. Fatta eccezione per una gara, Muhar gioca tutte le partite da titolare senza mai venire sostituito, diventando un beniamino della tifoseria.

#### Lech Poznań
Il 1º luglio 2019 viene acquistato a titolo definitivo per 400 000 euro dalla squadra polacca del Lech Poznań, dove è in atto una rivoluzione dopo l'ottavo posto in classifica della stagione precedente. Muhar sceglie la maglia numero 6 e viene scelto per giocare al fianco di Pedro Tiba nel centrocampo a due dei kolejorz. L'inizio è positivo per il croato, che gioca con regolarità trovando, il 24 agosto, la prima rete con la nuova maglia sul campo del Raków Częstochowa. Col passare della stagione, tuttavia, qualcosa viene a mancare e si ritrova scavalcato nelle gerarchie da Jakub Moder, in costante crescita e sempre più decisivo in mezzo al campo. Nelle undici gare successive al lockdown dovuto alla Pandemia di COVID-19, Muhar gioca da titolare solamente in un'occasione, restando spesso in panchina. 
All'inizio della stagione 2020-2021, Muhar si ritrova ai margini della squadra. Sceso sotto Moder nelle gerarchie del tecnico Żuraw, gli vengono preferiti in mezzo al campo anche Marchwiński e Ramírez, nonostante si tratti teoricamente di due trequartisti dalle spiccate doti offensive. La condizione di "separato in casa" è inoltre sottolineata dalla sua continua presenza nella formazione riserve, militante in II liga, il terzo livello del calcio polacco. Fra le note positive, tuttavia, va sottolineato l'esordio a livello europeo contro l'Apollōn Lemesou, partita nella quale gioca l'ultimo quarto d'ora.

#### Kayserispor e CSKA Sofia
Non riuscendo a trovare troppo spazio nelle gerarchie del Lech Poznań, il 23 gennaio 2021 passa in prestito ai turchi del Kayserispor. In Turchia Muhar gioca dei buoni sei mesi, ottenendo un responso positivo da parte di stampa e tifosi. Ciononostante, a fine stagione, il croato fa ritorno al Lech Poznań, con cui parte per il ritiro estivo. Fin dall'inizio, tuttavia, è evidente che il tecnico dei kolejorz Maciej Skorża non punti su di lui, escludendolo dalle prime gare di campionato e di fatto scaricandolo in conferenza stampa. Nei giorni successivi viene annunciato il suo passaggio, sempre a titolo temporaneo, ai bulgari del CSKA Sofia, con i quali ha modo di esordire nella nuova UEFA Europa Conference League.

## Statistiche

### Presenze e reti nei club
Statistiche aggiornate al 3 febbraio 2025.
| Stagione                  | Squadra                   | Campionato                | Campionato | Campionato | Coppe nazionali | Coppe nazionali | Coppe nazionali | Coppe continentali | Coppe continentali | Coppe continentali | Altre coppe | Altre coppe | Altre coppe | Totale | Totale |
| Stagione                  | Squadra                   | Comp                      | Pres       | Reti       | Comp            | Pres            | Reti            | Comp               | Pres               | Reti               | Comp        | Pres        | Reti        | Pres   | Reti   |
| ------------------------- | ------------------------- | ------------------------- | ---------- | ---------- | --------------- | --------------- | --------------- | ------------------ | ------------------ | ------------------ | ----------- | ----------- | ----------- | ------ | ------ |
| 2015-2016                 | Dinamo Zagabria II        | 2.HNL                     | 23         | 3          | -               | -               | -               | -                  | -                  | -                  | -           | -           | -           | 23     | 3      |
| 2016-2017                 | Dinamo Zagabria II        | 2.HNL                     | 25         | 1          | -               | -               | -               | -                  | -                  | -                  | -           | -           | -           | 25     | 1      |
| 2017-2018                 | Dinamo Zagabria II        | 2.HNL                     | 28         | 1          | -               | -               | -               | -                  | -                  | -                  | -           | -           | -           | 28     | 1      |
| Totale Dinamo Zagabria II | Totale Dinamo Zagabria II | Totale Dinamo Zagabria II | 76         | 5          |                 | -               | -               |                    | -                  | -                  |             | -           | -           | 76     | 5      |
| 2017-2018                 | Dinamo Zagabria           | 1.HNL                     | 1          | 0          | CC              | 0               | 0               | UEL                | 0                  | 0                  | -           | -           | -           | 1      | 0      |
| 2018-2019                 | Inter Zaprešić            | 1.HNL                     | 34         | 2          | CC              | 3               | 1               | -                  | -                  | -                  | -           | -           | -           | 37     | 3      |
| 2019-2020                 | Lech Poznań               | EK                        | 29         | 1          | CP              | 3               | 0               | -                  | -                  | -                  | -           | -           | -           | 32     | 1      |
| 2020-gen. 2021            | Lech Poznań               | EK                        | 6          | 0          | CP              | 2               | 0               | UEL                | 5                  | 0                  | -           | -           | -           | 13     | 0      |
| Totale Lech Poznań        | Totale Lech Poznań        | Totale Lech Poznań        | 35         | 1          |                 | 5               | 0               |                    | 5                  | 0                  |             | -           | -           | 45     | 1      |
| gen.-giu. 2021            | Kayserispor               | SL                        | 16         | 1          | TK              | -               | -               | -                  | -                  | -                  | -           | -           | -           | 16     | 1      |
| 2021-2022                 | CSKA Sofia                | A                         | 21+4       | 2          | CB              | 6               | 0               | UECL               | 5                  | 0                  | -           | -           | -           | 36     | 2      |
| 2022-2023                 | CFR Cluj                  | L1                        | 23+10      | 4+1        | CR              | 2               | 0               | UCL+UECL           | 1+11               | 0                  | SR          | 1           | 0           | 48     | 5      |
| 2023-2024                 | CFR Cluj                  | L1                        | 28+10      | 7+3        | CR              | 4               | 1               | UECL               | 1                  | 0                  | -           | -           | -           | 43     | 11     |
| ago. 2024                 | CFR Cluj                  | L1                        | 2          | 0          | CR              | 0               | 0               | UECL               | 4                  | 2                  | -           | -           | -           | 6      | 2      |
| Totale CFR Cluj           | Totale CFR Cluj           | Totale CFR Cluj           | 73         | 15         |                 | 6               | 1               |                    | 17                 | 2                  |             | 1           | 0           | 97     | 18     |
| ago. 2024-2025            | Al-Orobah                 | SPL                       | 17         | 0          | KC              | 1               | 0               | -                  | -                  | -                  | -           | -           | -           | 18     | 0      |
| 2025-2026                 | CFR Cluj                  | L1                        | -          | -          | CR              | -               | -               | UEL                | -                  | -                  | SR          | -           | -           | -      | -      |
| Totale carriera           | Totale carriera           | Totale carriera           | 277        | 26         |                 | 21              | 2               |                    | 27                 | 2                  |             | 1           | 0           | 326    | 30     |

## Palmarès

### Club

#### Competizioni nazionali
- Campionato croato: 1

Dinamo Zagabria: 2017-2018